# Ани Бакалова
Ана Димитрова Бакалова–Стоянович, по-известна като Ани Бакалова, е българска театрална и филмова актриса.

## Биография

### Образование
Родена е на 5 април 1940 г. в София в семейството на Димитър Ив. Бакалов и Маргарита Игнат Бакалова. Има по-възрастен брат, Иван.
Учи в Католическото девическо училище „Санта Мария“, София (по-късно сграда на ВИФ), завършва 120 у-ще „Г. С. Раковски“ и 22 гимназия „Г. С. Раковски“.
Завършва ВИТИЗ „Кръстьо Сарафов“ със специалност актьорско майсторство в класа на професор Кръстьо Мирски през 1961.

### Кариера
Работи по разпределение в Държавен театър Бургас (1961 – 1964), в Народен театър „Иван Вазов“ (1964 – 1966) и „Сълза и смях“ (1966 – ?). Тя е един от съоснователите на театър „Сълза и смях“.
Понякога Бакалова участва в озвучаването на филми и радио пиеси. Един от последните ѝ дублирани филми е „Историята на Исус за деца“ през 2006 г.
Член е на САБ (1961). Заслужил артист (1983). През 2009 г. е отличена с най-високото отличие на Министерството на културата „Златен век“. През 2013 г. за големите ѝ заслуги към българския театър, кино и култура, във връзка със 70-годишнината ѝ и 50 години на нейната сценична и филмова кариера е наградена с орден „Св. св. Кирил и Методий“.
Ани Бакалова умира на 76 години на 3 юли 2016 г. в София. Синът ѝ Петър пише във Фейсбук: „С Дими известяваме, че Ани ни напусна днес. Благодарим на всички приятели за помощта и куража“.

## Семейство
През 1964 г. се омъжва за Иван Стоянович (1930 – 1999), кинокритик, журналист и писател, с когото имат двама синове – Петър Стоянович (р. 1967), историк, журналист и политик, бивш министър на културата, и Димитър Стоянович (р. 1977), сценарист и автор на предавания.

## Награди и отличия
- Заслужил артист (1983).
- Орден „Кирил и Методий“ – ІІ степен, за приноса към развитието на българската култура.
- Орден „Св. св. Кирил и Методий“ – I степен, за особено голям принос в българската култура (2013).

## Театрални роли
- „Когато розите танцуват“ на Валери Петров – пианистката
- „Душата ми е стон“ – Мина
- „Три сестри“ на Антон Чехов – Ирина
- „Полет над кукувиче гнездо“ – сестра Речид
- „Дванадесета нощ“ на Уилям Шекспир – Оливия

## Телевизионен театър
- „Две хубави очи“ – Мина
- „Нечиста сила“ (Нечиста сила)
- „Вампир“ (1991) (Антон Страшимиров) – кметицата
- „Старомодни бижута“ (1993) (Рада Москова) – артистката
- „Съдии на самите себе си“ (1988) (Кольо Георгиев)
- „Гнездото на глухаря“ (1987) (Виктор Розов)
- „Розата и венецът“ (1986) (Джон Пристли)
- „Всяка есенна вечер“ (1984) (Иван Пейчев)
- „Клопка“ (1984) (Димитър Начев)
- „Рози за доктор Шомов“ (1984) (от Драгомир Асенов, реж. Димитрина Гюрова и Николай Савов)
- „Разходка в събота вечер“ (Драгомир Асенов) (1983)
- „Човекът, който донесе дъжд“ (1977) (Ричард Неш)
- „Професия за ангели“ (1977) (Драгомир Асенов) – Елена
- „Рожден ден“ (1971) (Драгомир Асенов) – Лена
- „Белият лъч“ (1970) (Олга Кръстева)
- „В деня на сватбата“ (1966) (Виктор Розов)

## Филмография
| Година      | Филми и сериали                | Серии  | Копродукции         | Роля |
| ----------- | ------------------------------ | ------ | ------------------- | --- |
| 2013        | Гордост („Pride“)              |        | България / Германия | бабата |
| 2010        | Сбогом, мамо („Goodbye Mama“)  |        | България / Италия   | Веса |
| 2007 – 2008 | Вълшебните приказки на щурчето | 4      |                     | (в серията: „Златка, златното момиче“ – 2007)                                                                  |
| 1998        | Случайни чаши                  |        |                     | гадателката |
| 1991        | Вампир                         |        |                     | Марковица |
| 1987        | Мил семеен скандал             |        |                     | майката на Владо                                                                                               |
| 1984        | В името на народа              | 8      |                     | г-жа Кръстева, класната на Венета                                                                              |
| 1982        | Розовите пеликани              | 2      |                     | Евлогиева |
| 1977        | Нечиста сила                   | 3      |                     | Стоичковица |
| 1975        | При никого                     |        |                     | Нели, майката на Алеко                                                                                         |
| 1974        | Изпити по никое време          | 2 нов. |                     | майката на Митко (в 1-ва: „Изкушение“)                                                                         |
| 1971        | Докато ме потърсиш отново      |        |                     | Емилия, инженер в родопска мина                                                                                |
| 1969 – 1971 | На всеки километър             | 26     |                     | Маргарита (Марго) (в 8-а серия: „Циганката“ и 13-а серия: „Първият ден“)                                       |
| 1969        | Малки тайни („Heimlichkeiten“) |        | ГФР / България      | Зора |
| 1967        | С пагоните на дявола           | 5      |                     | Анна Зюдерман, секретарката на генерал Клауст/Наташа, съпруга на Степан Краснов (в 5 серии: I, II, III, IV, V) |
| 1967        | По тротоара                    |        |                     | Магда |
| 1967        | В края на лятото               |        |                     | д-р Иванова |
| 1966        | Карамбол                       |        |                     | Мария |
| 1965        | Неспокоен дом                  |        |                     | Михайлова |
| 1964        | 13 дни                         |        |                     | Лена |

## Дублаж
- „Историята на Исус за деца“, 2006